# Чн (1880)
Чн — российский паровоз типа 0-4-0, разработанный на Невском заводе и выпускавшийся им с 1880 по 1891 год; приравнивался к паровозам «правительственного запаса».
Данные локомотивы получили широкое распространение на железных дорогах Российской империи, однако после Октябрьской революции были заменены более сильными и переведены на маневровую работу, либо переданы промышленности.

## История выпуска
Конструкция данного паровоза была разработана инженерами Невского завода Данилевским и Ясюковичем и была однотипна с паровозами немецкого завода Esslingen и российского Коломенского (тип 24).
| Год  | Количество | Первоначальное обозначение                 | Дорога первоначальной приписки  |
| ---- | ---------- | ------------------------------------------ | ------------------------------- |
| 1880 | 7          | Т11 — Т17                                  | Баскунчакская                   |
| 1880 | 10         | Д201 — Д210                                | Уральская горнозаводская        |
| 1880 | 14         | Т369 — Т382                                | Грязе-Царицынская               |
| 1880 | 9          | Р301 — РР309                               | Полесские                       |
| 1881 | 55         | Г1 — Г55                                   | Ивангородо-Домбровская          |
| 1881 | 30         | 101 — 130                                  | Екатеринбурго-Тюменская         |
| 1881 | 6          | Б131 — Б136                                | Самаро-Златоустовская           |
| 1881 | 5          | РВ410 — РВ414                              | Сызрано-Моршанская              |
| 1882 | 3          | Б1042 — Б1044                              | Варшаво-Тереспольская           |
| 1882 | 48         | Ж146 — Ж193                                | Екатерининская                  |
| 1882 | 10         | Н71 — Н80                                  | Лозово-Севастопольская          |
| 1882 | 18         | Р310 — РР327                               | Полесские                       |
| 1882 | 15         | ГР226 — ГР240                              | Харьково-Николаевская           |
| 1882 | 4          | Т421 — Т424                                | Тамбово-Саратовская             |
| 1883 | 22         | Т1066, Т1067, Т1122 — Т1136, Т1138 — Т1142 | Курско-Харьково-Азовская        |
| 1883 | 10         | Н1 — Н10                                   | Московско-Брестская             |
| 1883 | 17         | Т425 — Т4441                               | Тамбово-Саратовская             |
| 1883 | 25         | ГР201 — ГР225                              | Харьково-Николаевская           |
| 1883 | 4          | М104 — М104                                | Псковско-Рижская                |
| 1883 | 12         | Т383 — Т394                                | Грязе-Царицынская               |
| 1884 | 7          | Ро1159 — Ро1165                            | Псковско-Рижская                |
| 1884 | 19         | РВ415 — РВ433                              | Сызрано-Моршанская              |
| 1886 | 3          | Т1191 — Т1193                              | Курско-Харьково-Азовская        |
| 1887 | 9          | Т1194 — Т1202                              | Курско-Харьково-Азовская        |
| 1889 | 2          | …                                          | Курско-Харьково-Севастопольская |
| 1891 | 4          | Н500 — Н503                                | Сызрано-Вяземская               |

Всего было выпущено 368 локомотивов данной конструкции
При передаче паровозов с одной дороги на другую им часто меняли и обозначение:
- с Ивангородо-Домбровской и Варшаво-Тереспольской железных дорог на Привислинские — Г1—Г58
- с Екатеринбурго-Тюменской железной дороги на Самаро-Златоустовскую — Б861—Б896
- при образовании Курско-Харьково-Севастопольской железной дороги (1893)
  - паровозы Лозово-Севастопольской железной дороги — Н460—Н469
  - паровозы Курско-Харьково-Азовской железной дороги — Н470—Н503
- с Псковско-Рижской железной дороги на Екатерининскую (1897) — Ж135—Ж145
- при образовании Южных железных дорог (1907)
  - паровозы Харьково-Николаевской железной дороги — серия НР и номера в интервале 510—544

Согласно введённой в 1912 году «Номенклатуре серий паровозов», паровозы типа 0-4-0 Невского завода получили литеру Ч (с четырьмя движущими колёсными парами (тип 0-4-0)) и полное обозначение серии Чн — производства Неского завода.

## Конструкция
В целом новый локомотив был аналогичен большинству локомотивов Невского завода того времени, в том числе его движущий механизм имел спарники с клиньевыми головками, поставленными на спицевых колёсах, а продольные балансиры ставились между рессорами третьей и четвёртой колёсных пар. Также он имел немало общего с паровозами типа 0-4-0 производства Шарп—Стюарт для Волго-Донской железной дороги.
Паровой котёл имел диаметр 1470 мм, а его цилиндрическая часть состояла из 211 дымогарных труб длиной 4990 мм и диаметром 46/51 мм. По сравнению с паровозами Чм Мальцевского завода, площадь колосниковой решётки была снижена с 2,07 до 1,95 м², что позволило снизить вес; с той же целью паровоз сцеплялся с уже устаревшим к тому времени трёхосным тендером, рассчитанным на дровяное отопление. Парораспределительный механизм был системы Аллана и имел внутрирамное расположение кулисы, что являлось сущим кошмаром для ремонтников, поэтому после 1895 года на некоторых машинах был поставлен парораспределительный механизм Аллана, либо Стефенсона уже с наружным расположением кулисы. Были применены два инжектора Фридмана № 9 и горизонтальный регулятор. Золотники имели рабочую поверхность, расположенную в вертикальной плоскости, а их коробки составляли одно целое с цилиндрами.